# BSA Model G-serie
De BSA Model G-serie was een serie 1000cc-motorfietsen die het Britse merk BSA uit Birmingham produceerde van 1925 tot 1940.

## Voorgeschiedenis
"BSA" stond aanvankelijk voor "Birmingham Small Arms Trade Association", een samenwerkingsverband van veertien wapensmeden in en rond Birmingham. Omdat (regerings)opdrachten voor de levering van wapens uitbleven, was men rond 1880 al fietsen gaan produceren en in 1907 ook de BSA auto's. In 1910 volgden de eerste motorfietsen, de 500cc-eencilinderzijkleppers van de 3½ HP-serie en in 1914 de 557cc (4½ HP)-Modellen H en K die vooral bedoeld waren als zijspantrekker. Na de Eerste Wereldoorlog verschenen de eerste V-twins, de 770cc (6 HP)-Model E-serie. In 1922 werden 1.000cc-V-twins toegevoegd met de komst van het BSA Model F 8 HP.

## Model G-serie
Toen de Model G-serie in 1925 op de markt kwam waren de motorfietsen vrijwel identiek aan die van de Model F-serie, maar het fiscaal vermogen was verhoogd van 8 naar 10 pk. Hoewel de type-aanduiding veranderde en ook het bouwjaar werd toegevoegd, sloten de modelnamen naadloos aan bij de vorige serie (Light, De Luxe en Twin Colonial). Technisch werd er tot aan het einde van de productie nauwelijks iets gewijzigd, zelfs niet toen vanaf 1937 Valentine Page van Triumph naar BSA overstapte en alle andere modellen onder handen nam. Afgezien van de cilinderinhoud was de BSA G14 uit 1939 technisch vrijwel gelijk aan het BSA Model E 6 HP uit 1920. In de tweede helft van de jaren dertig waren de Model G-modellen dan ook erg ouderwets, met hun zijklepmotor en nog steeds uitgerust met de reeds lang achterhaalde total loss smering. Niet alleen begonnen zijkleppers uit de mode te raken, ook V-twins hadden hun langste tijd gehad. In 1932 bestond 21% van de motorfietsen op de Britse markt nog uit zijkleppers. In 1939 was dit nog maar 15%. Bij de V-twins ging het nog slechter: In 1932 bezetten ze nog 21% van de markt, in 1935 15% en in 1939 7%.

### Motor
De motor was een 50°-zijklep-V-twin met aluminium zuigers en een fiscaal vermogen van 10 pk. De boring bedroeg 80 mm, de slag 98 mm. Dat waren dezelfde maten als van het 500cc-eencilinder BSA Model S, maar de tweecilinder kwam op een cilinderinhoud van 985,2 cc. De kleppen en klepveren zaten aan de rechterkant van het motorblok. De kleppen waren onderling uitwisselbaar en hadden dus dezelfde diameter. Ze werden bediend door tuimelaars, een bij zijkleppers niet gebruikelijke methode. Er was een oliepomp ingebouwd voor het total loss smeersysteem, maar voor noodgevallen zat er ook nog een handpomp naast de tank, evenals een "sight feed"-kijkglaasje waar steeds wat olie door gepompt werd zodat de rijder de pompwerking in het oog kon houden. De ontsteking werd verzorgd door een magneet die aan de rechterkant van het blok werd aangedreven door een korte ketting in een gesloten kettingkast. Klanten die kozen voor elektrische verlichting konden ook kiezen voor een magdyno, maar er was ook acetyleenverlichting leverbaar. De enkele carburateur met aparte vlotterkamer kwam van Aston Motor Accessories Co (Amac) dat ook in Birmingham zat, of van Mills uit Farnham (Surrey). Het starten gebeurde met een kickstarter.

### Rijwielgedeelte
De machines behielden gedurende hun hele productieperiode een open brugframe van gelaste, rechte buizen waarbij het blok een dragend deel vormde. Het was standaard voorzien van zijspanaansluitingen. Voor zat een schommelvoorvork uit eigen productie die werkte volgens het Girder-principe met een enkele, centrale veer. Achtervering was er niet, het comfort voor de berijder moest komen van het geveerde zweefzadel dat (naar voorkeur van de klant) werd geleverd door Terry of Brooks. De wielen konden snel worden uitgenomen en waren onderling uitwisselbaar (dat gold niet meer voor een eventueel zijspanwiel, dat bij de oude series nog was voorzien van een rempoelie, maar bij de Model G-serie niet). Het stuur was verstelbaar en de machine had treeplanken.

### Aandrijving
Op het linker uiteinde van de krukas zat een forse transissiedemper om de aandrijfkettingen te beschermen tegen de klappen van de motor. Van daaruit dreef een primaire ketting in een gesloten kettingkast de meervoudige droge plaatkoppeling aan. De drieversnellingsbak was van eigen BSA-fabricaat en werd handgeschakeld met een hefboom met schakelkwadrant rechts van de tank. De secundaire aandrijving verliep ook met een ketting.

### Modellen G25 Light, G25 De Luxe, G25 Twin Colonial, G26 Light, G26 De Luxe en G26 Twin Colonial
De eerste modellen hadden nog flattanks van 11,3 liter waarin ook een apart compartiment voor 1,7 liter smeerolie zat. Ze werden beremd met dummy belt rim brakes. Dat systeem stamde uit de tijd van de riemaandrijving, toen de aandrijfpoelie in het achterwiel ook werd gebruikt voor de beremming door middel van een blok dat er tegen werd gedrukt. Nu de machines kettingaandrijving hadden, werden ze zowel voor als achter voorzien van "dummy"-poelies die alleen nog voor het remmen nodig waren. De "Light"-modellen waren de standaardversies zonder enige luxe en met smalle spatborden en een open kettingkast. De "De Luxe"-modellen weken niet erg veel af. Ze werden zonder bijbetaling niet geleverd met verlichting, maar hadden wel diepere spatborden en een gesloten kettingkast. De "Colonial"-modellen waren bedoeld voor de koloniën waar wegen ontbraken of in het beste geval slecht waren. Ze kregen verstevigde frames en een grotere bodemvrijheid, maar waren verder opgebouwd als de "Light"-modellen. De getallen geven het productiejaar aan.

### Modellen G27 Light, G27 De Luxe, G27 Twin Colonial, G28 Light, G28 De Luxe en G28 Twin Colonial
De Model G-machines bleven ook na 1926 vrijwel identiek, maar ze kregen trommelremmen in plaats van de dummy belt rim brakes.

### Model G29 World Tour
In maart 1928 vierde BSA met een groot diner waar ook de pers was uitgenodigd de terugkeer van J.P. Castley en B.H. Carthrick die met Model G26 Twin Colonial-zijspancombinaties een wereldreis hadden gemaakt. Ze waren in augustus 1926 begonnen en hadden 23 landen aangedaan en ruim 40.000 km afgelegd. In 1929 verscheen het Model G29 World Tour. Het was het enige 1000cc-model van dit jaar en had de specificaties van een "Colonial" met verstevigd frame een grotere bodemvrijheid. Terwijl de andere modellen in dit jaar een zadeltank kregen, was dit model nog steeds voorzien van een 11,3 liter flattank, maar het had wel een stuurdemper. Het kostte 69 pond, maar met Lucas-acetyleenverlichting 71 pond en met Lucas elektrisch licht 74 pond en 15 shilling.

### Modellen G30-15, G30-16 World Tour, G31-12 World Tour, G32-10, G33-12 Twin Light, G33-13 WD, G33-13 World Tour, G34-14 World Tour en G35-14
In 1930 wijzigden de type-aanduidingen. Behalve de "G" en het bouwjaar werd een getal toegevoegd dat overeenkwam met de plaats in de catalogus. In dit jaar leverde BSA negentien modellen, die uiteraard al productierijp waren voor de beurskrach van 1929. Er waren nu twee 1.000cc-modellen die nu waren voorzien van een zadeltank en waarbij de kleppen waren afgedekt met metalen plaatjes. De BSA G30-15 was het basismodel met een zwart frame en groene tank dat behalve de motor dezelfde specificaties had als de 770cc-E30-14. De BSA G30-16 World Tour was de extra verstevigde "World Tour"-Colonial met versterkte versnellingsbak, grotere wielbasis, uitwisselbare wielen en sterkere banden. Tegen meerbetaling kon linkerhandschakeling worden besteld. In 1930 werden de gevolgen van de beurskrach ook voor BSA voelbaar en in 1931 waren er nog maar twaalf modellen, waaronder slechts een 1.000cc-model, de BSA G31-12 World Tour, die nu een instrumentenpaneel op het stuur had als er tenminste elektrische verlichting was besteld. In 1932 was er geen Colonialversie. Alleen de BSA G32-10 werd geleverd, nu wel met twistgrip-control. In 1933 trok de financiële situatie bij BSA weer wat aan. Alle modellen kregen standaard elektrische verlichting. Er kwamen feitelijk drie 1.000cc-modellen. De BSA G33-12 Twin Light was het basismodel, maar kreeg een tank met groene flanken en een verchroomde bovenkant, een instrumentenpaneel op de tank, uitwisselbare wielen en vier versnellingen. De "World Tour" kwam terug in de BSA G33-13 World Tour, ook met de verchroomde tank en het instrumentenpaneel, maar vreemd genoeg nog met een drieversnellingsbak. Van dit model werd ook een militaire zijspancombinatie gebouwd, de BSA G33-13 WD (War Department). In 1934 werd alleen de BSA G34-14 World Tour geleverd, nog steeds met slechts drie versnellingen. De BSA G34-14 had ook nog steeds drie versnellingen, maar kon tegen betaling met vier versnellingen geleverd worden. De specificaties waren gelijk aan de voormalige "World Tour"-modellen. De BSA G35-14 had nog steeds drie versnellingen, vier tegen bijbetaling. Ze had nog steeds de specificaties van de "World Tour"-modellen, zoals het verstevigde frame, sterkere banden, grote wielbasis in grote bodemvrijheid.

### Modellen G14 en G14 WD
In 1936 was het programma van BSA weer uitgebreid tot achttien modellen, waarvan zes geheel nieuwe. Het jaartal verdween uit de type-aanduiding. Het 1.000cc-model werd nu gewoon BSA G14. Het had nog steeds het ouderwetse total loss-smeersysteem, maar nu zat de olie in een aparte tank onder het zadel. Het had nu ook standaard vier handgeschakelde versnellingen. De G14 bleef tot 1939 in productie. Het Nederlandse leger verbrak in 1937 het contract met BMW voor de levering van motorfietsen en nam contact op met BSA. In de twee jaar voor de Tweede Wereldoorlog leverde BSA meer dan 1750 motorfietsen van de modellen G14 WD (War Department) en M20. De BSA G14 WD werd ook geleverd aan Ierland, India, Zuid-Afrika en Zweden.

## Einde productie
In de laatste jaren van de productie werd de Model G-serie, hoewel als solomotor leverbaar, voornamelijk gebruikt als zijspantrekker. BSA leverde daarvoor zelf een groot scala aan transportzijspannen, die in enkele gevallen ook snel konden worden omgebouwd voor passagiersvervoer. Na de Tweede Wereldoorlog viel het doek voor de zware V-twin-zijkleppers. Niet alleen BSA, ook AJS en Matchless brachten ze niet meer terug. Ook de veel modernere 750cc-BSA Y13-kopklepper verdween uit het programma.

## Afbeeldingen

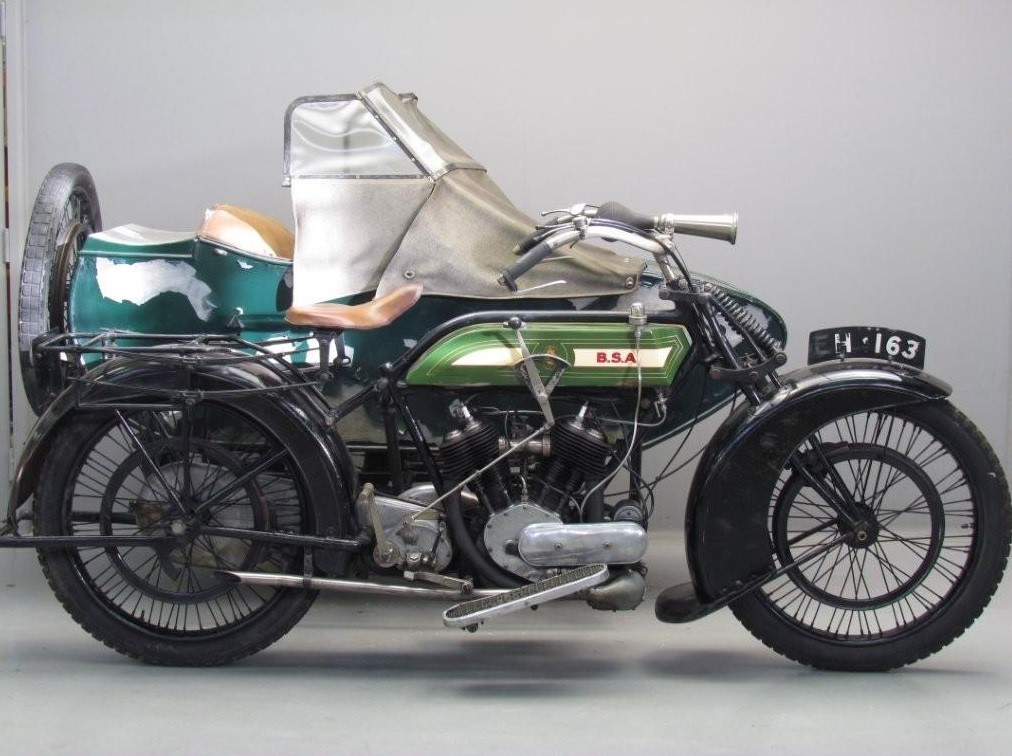
De voorganger: BSA Model F 8 HP De Luxe
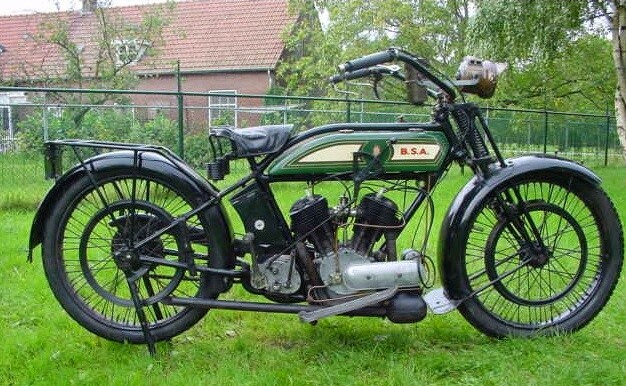
Model G25 Light, nog met dummy belt rim brakes
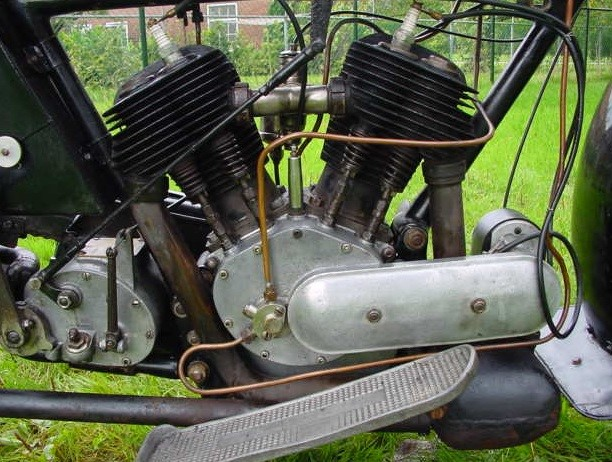
De zijklepmotor in 1925 met rechts de aandrijving van de ontstekingsmagneet, in het midden de oliepomp en links de versnellingsbak met de kickstarter
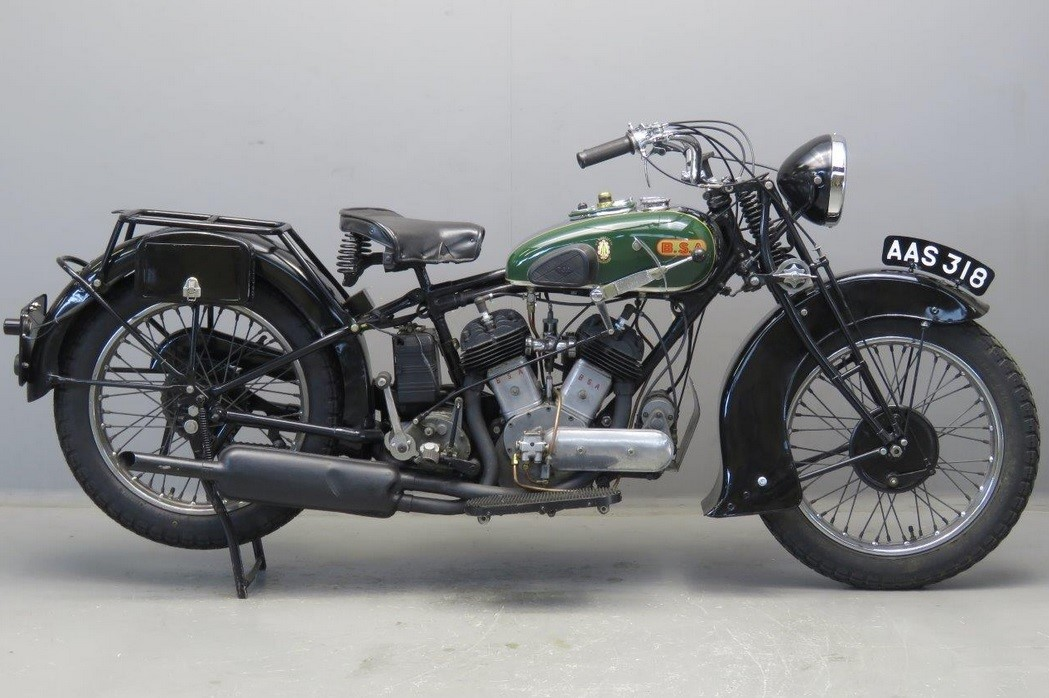
BSA G33-13 World Tour uit 1933 met 2 gallon-tank
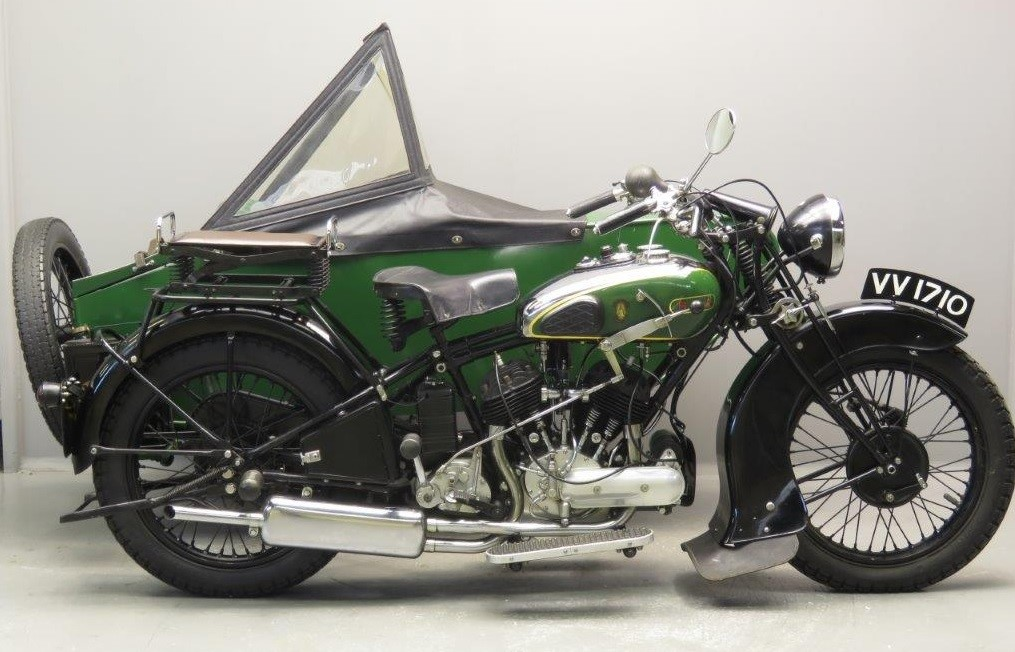
BSA G33-13 World Tour uit 1933 met 3 gallon-tank
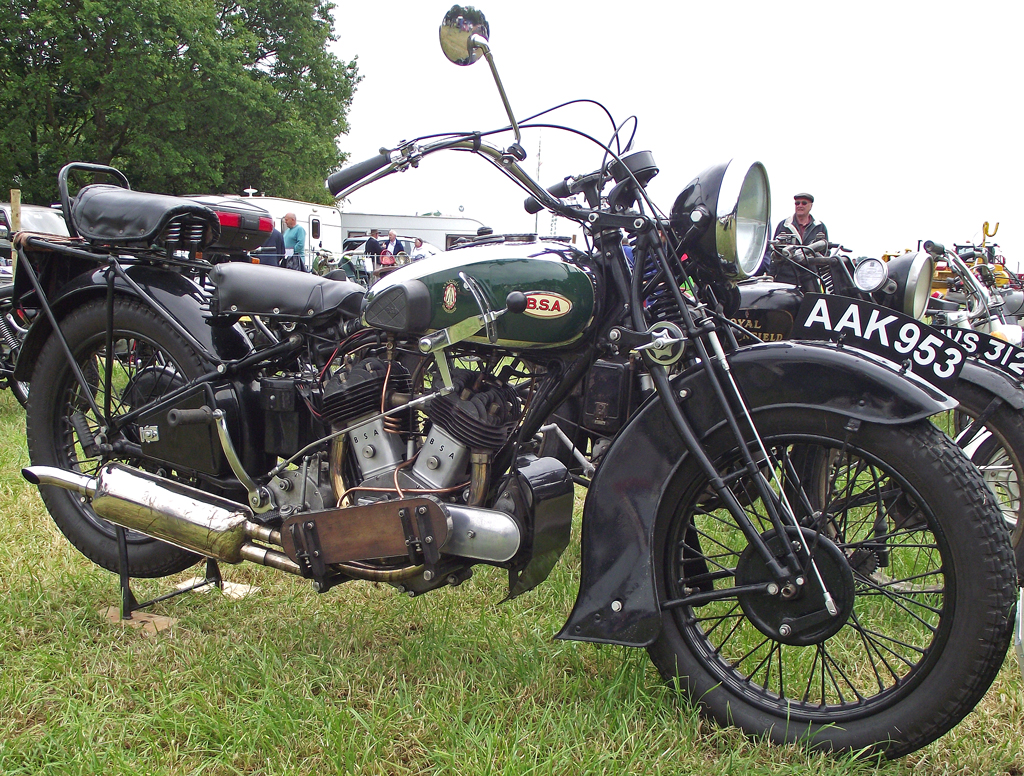
BSA G14 uit 1935
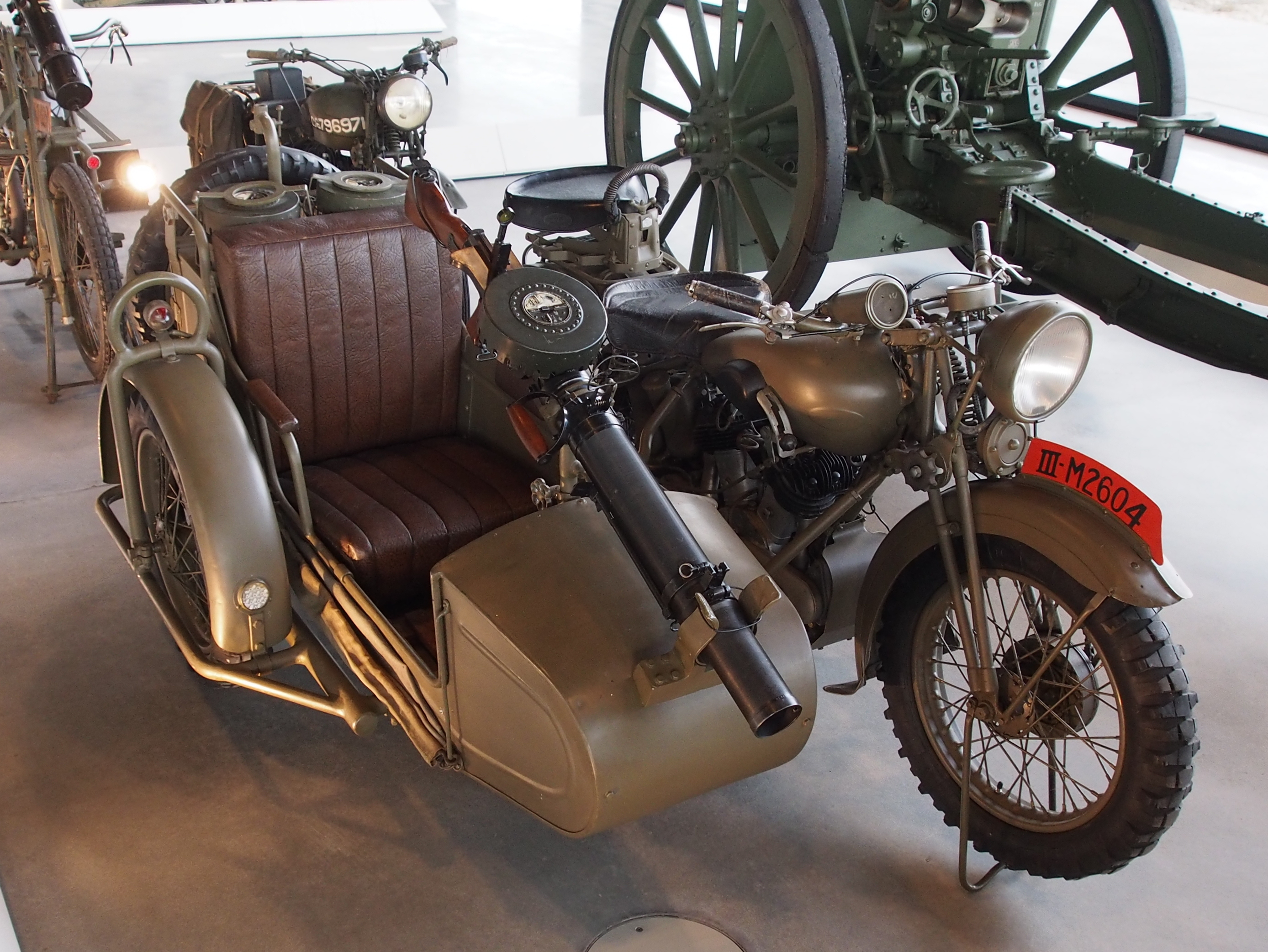
BSA G14 WD (War Department) van het Nederlandse leger

## Technische gegevens (1)
| BSA Model              | G25 Light                  | G25 De Luxe                | G25 Twin Colonial          | G26 Light                  | G26 De Luxe                | G26 Twin Colonial          | G27 Light                  | G27 De Luxe                | G27 Twin Colonial          |
| ---------------------- | -------------------------- | -------------------------- | -------------------------- | -------------------------- | -------------------------- | -------------------------- | -------------------------- | -------------------------- | -------------------------- |
| Periode                | 1925                       | 1925                       | 1925                       | 1926                       | 1926                       | 1926                       | 1927                       | 1927                       | 1927                       |
| Categorie              | Toermotor / zijspantrekker | Toermotor / zijspantrekker | Toermotor / zijspantrekker | Toermotor / zijspantrekker | Toermotor / zijspantrekker | Toermotor / zijspantrekker | Toermotor / zijspantrekker | Toermotor / zijspantrekker | Toermotor / zijspantrekker |
| Motortype              | Zijklepmotor               | Zijklepmotor               | Zijklepmotor               | Zijklepmotor               | Zijklepmotor               | Zijklepmotor               | Zijklepmotor               | Zijklepmotor               | Zijklepmotor               |
| Bouwwijze              | Dwarsgeplaatste V-twin     | Dwarsgeplaatste V-twin     | Dwarsgeplaatste V-twin     | Dwarsgeplaatste V-twin     | Dwarsgeplaatste V-twin     | Dwarsgeplaatste V-twin     | Dwarsgeplaatste V-twin     | Dwarsgeplaatste V-twin     | Dwarsgeplaatste V-twin     |
| Koeling                | Lucht                      | Lucht                      | Lucht                      | Lucht                      | Lucht                      | Lucht                      | Lucht                      | Lucht                      | Lucht                      |
| Boring                 | 80 mm                      | 80 mm                      | 80 mm                      | 80 mm                      | 80 mm                      | 80 mm                      | 80 mm                      | 80 mm                      | 80 mm                      |
| Slag                   | 98 mm                      | 98 mm                      | 98 mm                      | 98 mm                      | 98 mm                      | 98 mm                      | 98 mm                      | 98 mm                      | 98 mm                      |
| Cilinderinhoud         | 985,2 cc                   | 985,2 cc                   | 985,2 cc                   | 985,2 cc                   | 985,2 cc                   | 985,2 cc                   | 985,2 cc                   | 985,2 cc                   | 985,2 cc                   |
| Carburateur(s)         | Amac of Mills              | Amac of Mills              | Amac of Mills              | Amac of Mills              | Amac of Mills              | Amac of Mills              | Amac of Mills              | Amac of Mills              | Amac of Mills              |
| Smeersysteem           | Total loss                 | Total loss                 | Total loss                 | Total loss                 | Total loss                 | Total loss                 | Total loss                 | Total loss                 | Total loss                 |
| Fiscaal vermogen       | 10 pk                      | 10 pk                      | 10 pk                      | 10 pk                      | 10 pk                      | 10 pk                      | 10 pk                      | 10 pk                      | 10 pk                      |
| Primaire aandrijving   | Ketting                    | Ketting                    | Ketting                    | Ketting                    | Ketting                    | Ketting                    | Ketting                    | Ketting                    | Ketting                    |
| Koppeling              | Meervoudige droge plaat    | Meervoudige droge plaat    | Meervoudige droge plaat    | Meervoudige droge plaat    | Meervoudige droge plaat    | Meervoudige droge plaat    | Meervoudige droge plaat    | Meervoudige droge plaat    | Meervoudige droge plaat    |
| Versnellingen          | 3                          | 3                          | 3                          | 3                          | 3                          | 3                          | 3                          | 3                          | 3                          |
| Secundaire aandrijving | Ketting                    | Ketting                    | Ketting                    | Ketting                    | Ketting                    | Ketting                    | Ketting                    | Ketting                    | Ketting                    |
| Rijwielgedeelte        | Open brugframe             | Open brugframe             | Open brugframe             | Open brugframe             | Open brugframe             | Open brugframe             | Open brugframe             | Open brugframe             | Open brugframe             |
| Voorvork               | Girder-type BSA            | Girder-type BSA            | Girder-type BSA            | Girder-type BSA            | Girder-type BSA            | Girder-type BSA            | Girder-type BSA            | Girder-type BSA            | Girder-type BSA            |
| Achtervork             | Star                       | Star                       | Star                       | Star                       | Star                       | Star                       | Star                       | Star                       | Star                       |
| Remmen                 | Dummy belt rim brakes      | Dummy belt rim brakes      | Dummy belt rim brakes      | Dummy belt rim brakes      | Dummy belt rim brakes      | Dummy belt rim brakes      | Trommelremmen              | Trommelremmen              | Trommelremmen              |
| Tankinhoud             | 11,3 liter                 | 11,3 liter                 | 11,3 liter                 | 11,3 liter                 | 11,3 liter                 | 11,3 liter                 | 11,3 liter                 | 11,3 liter                 | 11,3 liter                 |
| Droog gewicht          | ± 160 kg                   | ± 160 kg                   | ± 160 kg                   | ± 160 kg                   | ± 160 kg                   | ± 160 kg                   | ± 160 kg                   | ± 160 kg                   | ± 160 kg                   |
| Concurrent(en)         | AJS E, Matchless M/3       | AJS E, Matchless M/3       | AJS E, Matchless M/3       | AJS G, Matchless M/3       | AJS G, Matchless M/3       | AJS G, Matchless M/3       | AJS H, Matchless M/3       | AJS H, Matchless M/3       | AJS H, Matchless M/3       |

## Technische gegevens (2)
| BSA Model              | G28 Light                  | G28 De Luxe                | G28 Twin Colonial          | G29 World Tour             | G30-15                       | G30-16 World Tour            | G31-12 World Tour            | G32-10                       |
| ---------------------- | -------------------------- | -------------------------- | -------------------------- | -------------------------- | ---------------------------- | ---------------------------- | ---------------------------- | ---------------------------- |
| Periode                | 1928                       | 1928                       | 1928                       | 1929                       | 1930                         | 1930                         | 1931                         | 1932                         |
| Categorie              | Toermotor / zijspantrekker | Toermotor / zijspantrekker | Toermotor / zijspantrekker | Toermotor / zijspantrekker | Toermotor / zijspantrekker   | Toermotor / zijspantrekker   | Toermotor / zijspantrekker   | Toermotor / zijspantrekker   |
| Motortype              | Zijklepmotor               | Zijklepmotor               | Zijklepmotor               | Zijklepmotor               | Zijklepmotor                 | Zijklepmotor                 | Zijklepmotor                 | Zijklepmotor                 |
| Bouwwijze              | Dwarsgeplaatste V-twin     | Dwarsgeplaatste V-twin     | Dwarsgeplaatste V-twin     | Dwarsgeplaatste V-twin     | Dwarsgeplaatste V-twin       | Dwarsgeplaatste V-twin       | Dwarsgeplaatste V-twin       | Dwarsgeplaatste V-twin       |
| Koeling                | Lucht                      | Lucht                      | Lucht                      | Lucht                      | Lucht                        | Lucht                        | Lucht                        | Lucht                        |
| Boring                 | 80 mm                      | 80 mm                      | 80 mm                      | 80 mm                      | 80 mm                        | 80 mm                        | 80 mm                        | 80 mm                        |
| Slag                   | 98 mm                      | 98 mm                      | 98 mm                      | 98 mm                      | 98 mm                        | 98 mm                        | 98 mm                        | 98 mm                        |
| Cilinderinhoud         | 985,2 cc                   | 985,2 cc                   | 985,2 cc                   | 985,2 cc                   | 985,2 cc                     | 985,2 cc                     | 985,2 cc                     | 985,2 cc                     |
| Carburateur(s)         | Amac of Mills              | Amac of Mills              | Amac of Mills              | Amal                       | Amal                         | Amal                         | Amal                         | Amal                         |
| Smeersysteem           | Total loss                 | Total loss                 | Total loss                 | Total loss                 | Total loss                   | Total loss                   | Total loss                   | Total loss                   |
| Fiscaal vermogen       | 10 pk                      | 10 pk                      | 10 pk                      | 10 pk                      | 10 pk                        | 10 pk                        | 10 pk                        | 10 pk                        |
| Primaire aandrijving   | Ketting                    | Ketting                    | Ketting                    | Ketting                    | Ketting                      | Ketting                      | Ketting                      | Ketting                      |
| Koppeling              | Meervoudige droge plaat    | Meervoudige droge plaat    | Meervoudige droge plaat    | Meervoudige droge plaat    | Meervoudige droge plaat      | Meervoudige droge plaat      | Meervoudige droge plaat      | Meervoudige droge plaat      |
| Versnellingen          | 3                          | 3                          | 3                          | 3                          | 3                            | 3                            | 3                            | 3                            |
| Secundaire aandrijving | Ketting                    | Ketting                    | Ketting                    | Ketting                    | Ketting                      | Ketting                      | Ketting                      | Ketting                      |
| Rijwielgedeelte        | Open brugframe             | Open brugframe             | Open brugframe             | Open brugframe             | Open brugframe               | Open brugframe               | Open brugframe               | Open brugframe               |
| Voorvork               | Girder-type BSA            | Girder-type BSA            | Girder-type BSA            | Girder-type BSA            | Girder-type BSA              | Girder-type BSA              | Girder-type BSA              | Girder-type BSA              |
| Achtervork             | Star                       | Star                       | Star                       | Star                       | Star                         | Star                         | Star                         | Star                         |
| Remmen                 | Trommelremmen              | Trommelremmen              | Trommelremmen              | Trommelremmen              | Trommelremmen                | Trommelremmen                | Trommelremmen                | Trommelremmen                |
| Tankinhoud             | 11,3 liter                 | 11,3 liter                 | 11,3 liter                 | 11,3 liter                 | 9 of 13,6 liter (naar keuze) | 9 of 13,6 liter (naar keuze) | 9 of 13,6 liter (naar keuze) | 9 of 13,6 liter (naar keuze) |
| Droog gewicht          | ± 160 kg                   | ± 160 kg                   | ± 160 kg                   | ± 160 kg                   | ± 160 kg                     | ± 160 kg                     | ± 160 kg                     | ± 160 kg                     |
| Concurrent(en)         | AJS K, Matchless M/3       | AJS K, Matchless M/3       | AJS K, Matchless M/3       | AJS M, Matchless X         | AJS R2, Matchless X/2        | AJS R2, Matchless X/2        | AJS S2, Matchless X/3        | AJS S2, Matchless X/3        |

## Technische gegevens (3)
| BSA Model              | G33-12 Twin Light            | G33-13 World Tour            | G33-13 WD                    | G34-14 World Tour            | G35-14                       | G14                                           | G14 WD                  |          |
| ---------------------- | ---------------------------- | ---------------------------- | ---------------------------- | ---------------------------- | ---------------------------- | --------------------------------------------- | ----------------------- | -------- |
| Periode                | 1933                         | 1933                         | 1933                         | 1934                         | 1935                         | 1936-1939                                     | 1937-1939               |          |
| Categorie              | Toermotor / zijspantrekker   | Toermotor / zijspantrekker   | Zijspancombinatie            | Toermotor / zijspantrekker   | Toermotor / zijspantrekker   | Toermotor / zijspantrekker                    | Zijspancombinatie       |          |
| Motortype              | Zijklepmotor                 | Zijklepmotor                 | Zijklepmotor                 | Zijklepmotor                 | Zijklepmotor                 | Zijklepmotor                                  | Zijklepmotor            |          |
| Bouwwijze              | Dwarsgeplaatste V-twin       | Dwarsgeplaatste V-twin       | Dwarsgeplaatste V-twin       | Dwarsgeplaatste V-twin       | Dwarsgeplaatste V-twin       | Dwarsgeplaatste V-twin                        | Dwarsgeplaatste V-twin  |          |
| Koeling                | Lucht                        | Lucht                        | Lucht                        | Lucht                        | Lucht                        | Lucht                                         | Lucht                   |          |
| Boring                 | 80 mm                        | 80 mm                        | 80 mm                        | 80 mm                        | 80 mm                        | 80 mm                                         | 80 mm                   |          |
| Slag                   | 98 mm                        | 98 mm                        | 98 mm                        | 98 mm                        | 98 mm                        | 98 mm                                         | 98 mm                   |          |
| Cilinderinhoud         | 985,2 cc                     | 985,2 cc                     | 985,2 cc                     | 985,2 cc                     | 985,2 cc                     | 985,2 cc                                      | 985,2 cc                | 985,2 cc |
| Carburateur(s)         | Amal                         | Amal                         | Amal                         | Amal                         | Amal                         | Amal                                          | Amal                    |          |
| Smeersysteem           | Total loss                   | Total loss                   | Total loss                   | Total loss                   | Total loss                   | Total loss                                    | Total loss              |          |
| Fiscaal vermogen       | 10 pk                        | 10 pk                        | 10 pk                        | 10 pk                        | 10 pk                        | 10 pk                                         | 10 pk                   |          |
| Primaire aandrijving   | Ketting                      | Ketting                      | Ketting                      | Ketting                      | Ketting                      | Ketting                                       | Ketting                 |          |
| Koppeling              | Meervoudige droge plaat      | Meervoudige droge plaat      | Meervoudige droge plaat      | Meervoudige droge plaat      | Meervoudige droge plaat      | Meervoudige droge plaat                       | Meervoudige droge plaat |          |
| Versnellingen          | 4                            | 3                            | 3                            | 3                            | 3 of 4                       | 4                                             | 4                       |          |
| Secundaire aandrijving | Ketting                      | Ketting                      | Ketting                      | Ketting                      | Ketting                      | Ketting                                       | Ketting                 |          |
| Rijwielgedeelte        | Open brugframe               | Open brugframe               | Open brugframe               | Open brugframe               | Open brugframe               | Open brugframe                                | Open brugframe          |          |
| Voorvork               | Girder-type BSA              | Girder-type BSA              | Girder-type BSA              | Girder-type BSA              | Girder-type BSA              | Girder-type BSA                               | Girder-type BSA         |          |
| Achtervork             | Star                         | Star                         | Star                         | Star                         | Star                         | Star                                          | Star                    |          |
| Remmen                 | Trommelremmen                | Trommelremmen                | Trommelremmen                | Trommelremmen                | Trommelremmen                | Trommelremmen                                 | Trommelremmen           |          |
| Tankinhoud             | 9 of 13,6 liter (naar keuze) | 9 of 13,6 liter (naar keuze) | 9 of 13,6 liter (naar keuze) | 9 of 13,6 liter (naar keuze) | 9 of 13,6 liter (naar keuze) | 17 liter                                      | 17 liter                |          |
| Droog gewicht          | ± 190 kg                     | ± 190 kg                     | ± 190 kg                     | ± 190 kg                     | ± 190 kg                     | ± 190 kg                                      | ± 190 kg                |          |
| Concurrent(en)         | AJS 33/2, Matchless 33/X3    | AJS 33/2, Matchless 33/X3    | AJS 33/2, Matchless 33/X3    | AJS 34/2, Matchless 34/X4    | AJS 34/2, Matchless 34/X4    | AJS 36/2 t/m 39/2A, Matchless 36/X4 t/m 39/X4 | Geen                    |          |